# Casa de Híxar

Escut de la casa de Híjar.

La Casa d'Híxar és un llinatge nobiliari hispànic originari de la Corona d'Aragó iniciat pel matrimoni entre Pere I Ferrandis d'Híxar, fill il·legítim de Jaume el Conqueridor, i de Marquesa Gil de Rada, filla il·legítima de Teobald I de Navarra. Els seus membres porten el cognom “Fernández de Híjar”, referit al municipi aragonès de Híjar, a la província de Terol. Posteriorment aquest llinatge va ostentar el comtat de Belchite, el Ducat d'Híxar, el ducat d'Aliaga i el ducat de Lécera.